# Karl Friediger
Karl Friediger, später Charles Friediger, (* 21. Mai 1906 in München; † 1984 in den USA) war ein austroamerikanischer Nachrichtendienstler.

## Leben und Tätigkeit
Friediger, dessen Onkel Markus Friediger einer der Besitzer des Wiener Hotel Metropol war, soll bis 1938 ein Funktionär der monarchistisch ausgerichteten Vaterländischen Front in Österreich gewesen sei. 
Nach dem Anschluss Österreichs an den NS-Staat im Jahr 1938 floh er über die grüne Grenze in die Tschechoslowakei. Dort gab er sich als politischer Beauftragter des Erzherzogs Otto von Habsburg aus (Gruppe Burian). Zudem soll er zu dieser Zeit im Dienst des polnischen Nachrichtendienstes gestanden haben.
In Paris war Friediger Mitglied der Ligue Autrichienne unter Hans Rott und maßgeblich an den Verhandlungen zur Bildung des Office Autrichien bzw. des Service National Autrichien beteiligt.
Nach der deutschen Besetzung Frankreichs emigrierte Friediger in die Vereinigten Staaten. Dort wurde er als Mitglied des Austrian National Committee unter Rott und Guido Zernatto vorgeschlagen. Zudem war er für den OSS tätig. Zu seinen Aufgaben gehörten die Überwachung des Schriftstellers Thomas Mann und des Rates für ein demokratisches Deutschland.
Von den nationalsozialistischen Polizeiorganen wurde er derweil zum Staatsfeind erklärt: Um 1939 wurde er offiziell ausgebürgert. Im Frühjahr 1940 setzte das Reichssicherheitshauptamt in Berlin – das ihn irrtümlich in Großbritannien vermutete – ihn auf die Sonderfahndungsliste G.B., ein Verzeichnis von Personen, die im Falle einer erfolgreichen deutschen Invasion Großbritanniens durch die Sonderkommandos der SS-Einsatzgruppen mit besonderer Priorität ausfindig gemacht und verhaftet werden sollten.
1947 versuchte er Margarethe Ottillinger für den amerikanischen Geheimdienst anzuwerben und ihre Flucht in den Westen zu organisieren.
1977 ist Friediger in Allentown in Pennsylvania nachweisbar.